# Ґолелонкі
Ґолелонкі (пол. Gołełąki) — село в Польщі, у гміні Лятович Мінського повіту Мазовецького воєводства.
Населення — 148 осіб (2011).
У 1975-1998 роках село належало до Седлецького воєводства.

## Демографія
Демографічна структура станом на 31 березня 2011 року:
|          | Загалом | Допрацездатний вік | Працездатний вік | Постпрацездатний вік |
| -------- | ------- | ------------------ | ---------------- | -------------------- |
| Чоловіки | 75      | 14                 | 53               | 8                    |
| Жінки    | 73      | 20                 | 39               | 14                   |
| Разом    | 148     | 34                 | 92               | 22                   |